# Квинт Фабий Максим Ебурн
Вижте пояснителната страница за други личности с името Квинт Фабий Максим.
Квинт Фабий Максим Ебурн (на латински: Quintus Fabius Maximus Eburnus) e политик на Римската република през 2 век пр.н.е.

## Биография
Вероятно е син на Квинт Фабий Максим Сервилиан (консул 142 пр.н.е., осиновен от Квинт Фабий Максим Емилиан).
През 132 пр.н.е. Квинт Ебурн e квестор при консула Публий Рупилий в Сицилия. 127 пр.н.е. e магистър на Монетния двор. През 119 пр.н.е. става претор.
През 116 пр.н.е., въпреки че кандидат е фаворитът Марк Емилий Скавър, Фабий е избран за консул заедно с Гай Лициний Гета. През 115 – 114 е проконсул в Македония и през 108 пр.н.е. става цензор със съ-консула си Гета. Понеже осъжда на смърт за „неморалност“ сина на Гней Помпей Страбон (консул 89 пр.н.е.), Фабий е даден на съд и осъден от него и през 104 пр.н.е. напуска Рим. Живее в изгнание в Нуцерия.